# 28074 Matgallagher
28074 Matgallagher este un asteroid din centura principală de asteroizi.

## Descriere
28074 Matgallagher este un asteroid din centura principală de asteroizi. A fost descoperit pe 17 august 1998 la Socorro, New Mexico, în cadrul proiectului LINEAR. Asteroidul prezintă o orbită caracterizată de o semiaxă mare de 2,90 ua, o excentricitate de 0,03 și o înclinație de 2,2° în raport cu ecliptica.